# Franciszek Białous
Franciszek Białous (ur. 7 sierpnia 1901 w Stanisławowie, zm. 14 stycznia 1980 w Szczecinie) – polski mikrobiolog, założyciel i pierwszy dyrektor II Liceum Ogólnokształcącego im. Mieszka I w Szczecinie, założyciel i nauczyciel w Szkole Laborantów Medycznych, wykładowca w Szkole Inżynierskiej i Wyższej Szkole Rolniczej w Szczecinie.

## Życiorys

### Okres przed II wojną światową
Urodził się w rodzinie inteligenckiej w Stanisławowie (obecnie Iwano-Frankiwsk), gdzie ukończył szkołę podstawową i gimnazjum. Już wówczas brał udział w uczniowskich akcjach na rzecz niepodległości Polski. Po maturze (1921) rozpoczął studia na Wydziale Lekarskim Uniwersytetu Jana Kazimierza (UJK) we Lwowie, które przerwał w roku 1924 z powodu złej materialnej sytuacji rodziny.
W latach 1925–1929 był nauczycielem w Państwowym Gimnazjum w Wilejce, a następnie wrócił na studia w UJK. Skończył biologię i chemię z mineralogią oraz uzyskał pełne kwalifikacje nauczyciela szkół średnich. Pracę zaczynał jako wolontariusz, a następnie stypendysta Funduszu Kultury Narodowej (zob. Stanisław Michalski, Kasa im. Mianowskiego i Fundusz Kultury Narodowej) w Zakładzie Systematyki i Morfologii Roślin UJK. Pod kierownictwem Stanisława Kulczyńskiego opracowywał „Atlas Flory Polskiej” oraz zajmował się cytologicznymi badaniami z zakresu genetyki. Przygotował pracę doktorską nt. „Zagadnienie dziedziczenia płci u dwupiennej rośliny Trinia Heningii (Umbelliferae)”. Pracował jako nauczyciel gimnazjach w Wilejce i Kałuszu, był też dyrektorem Prywatnego Gimnazjum i Liceum w Horodence.

### Okres II wojny światowej
W czasie II wojny światowej i zajęciu Lwowa przez Rosjan był asystentem w Lwowskim Instytucie Medycznym (Katedra Botaniki i Farmakognozji) oraz w Miejskim Szpitalu we Lwowie. Pracował też u Rudolfa Weigla, w zakładzie produkcji szczepionek przeciw tyfusowi plamistemu metodą sztucznego zakażenia wszy.
Po zajęciu Lwowa przez Niemców w wyniku operacji „Barbarossa” zakład Rudolfa Weigla został włączony do wojskowego Institut fuer Fleckbier und Virusforschung. W czasie okupacji niemieckiej Franciszek Białous brał udział w tajnym nauczaniu.

### Okres powojenny
Lata 1946–1948
Po zakończeniu wojny Franciszek Białous zamieszkał w 1946 w zniszczonym powojennym Szczecinie. Rozpoczynano tam wówczas tworzenie polskich szkół dla dzieci osiedleńców, przybywających na Ziemie Odzyskane z całej Polski, w tym wielu z Kresów Wschodnich. Już we wrześniu 1945 Janina Szczerska zorganizowała przy al. Piastów 12 pierwszą polską szkołę. Na parterze mieściła się szkoła podstawowa (przeniesiona wkrótce do własnej siedziby), a na wyższych piętrach – koedukacyjne gimnazjum i liceum. Zaplanowano podział szkoły średniej na dwie placówki – żeńskie i męskie liceum ogólnokształcące. Dyrektorem I Liceum Ogólnokształcącego w Szczecinie (szkoły żeńskiej) została Janina Szczerska, a utworzenie II Liceum Ogólnokształcącego (szkoły męskiej) powierzono Franciszkowi Białousowi. Otrzymał zgodę na przeniesienie II LO na ul. Henryka Pobożnego 2 – do siedziby przedwojennego niemieckiego Liceum Mariackiego. Parter budynku był już wówczas użytkowany przez różne urzędy, a na II piętrze – zajętym przez szkołę 4 października 1946 – brakowało okien, umeblowania, pomocy dydaktycznych, sprawnego ogrzewania, opału. W grudniu 1946 cały budynek przekazano szkole (podstawowa, gimnazjum i liceum). Niezbędne remonty i uzupełnienie wyposażenia zostały stosunkowo szybko wykonane dzięki energii i organizacyjnym umiejętnościom dyrektora, który zmobilizował nauczycieli oraz część uczniów i ich rodziców do bezinteresownej pomocy. Jesienią 1946 w liceum pracowało 13 nauczycieli, a w połowie 1947 już 26. Szybko zwiększała się też liczba uczniów (dzieci i dorosłych, w tym mundurowych, chodzących z bronią); w roku szkolnym 1946/1947 było ich 657, a na początku roku 1948/1949 już 1130.
W październiku 1948 sytuacja dyrektora szybko rozwijającej się szkoły uległa zmianie. Otrzymał pismo:

Niniejszym odwołuję Obywatela od pełnienia obowiązków dyrektora II Państwowego Gimnazjum i Liceum Ogólnokształcącego w Szczecinie z dniem 15 X 1948 r. Agendy dyrekcji zakładu winien Obywatel przekazać ob. Borysławskiemu Pawłowi.

Decyzja była prawdopodobnie jedną z pierwszych podjętych w ramach akcji uwalniania szkół od nauczycieli z „niewłaściwą przedwojenną przeszłością”, w czasie wojny zaangażowanych w akcje działania „prolondyńskiej” konspiracji. Odszedł z liceum z poczuciem krzywdy. Dopiero po prawie 10 latach uznano, że należy:

1) Uznać decyzję KOSz Szczecińskiego z dnia 9 X 1948 r. Pers. 22405-48 odwołującą dr Fr. Białousa od pełnienia obowiązków dyrektora II Państwowego Gimnazjum i Liceum Ogólnokształcącego w Szczecinie z dniem 15 X 1948 r. za nieuzasadnioną i moralnie krzywdzącą.
2) Uznać opinię dr. Fr. Białousa wystawioną przez Kuratorium za niezgodną z faktami, a zarazem moralnie krzywdzącą. Wszystkie egzemplarze opinii znajdujące się w aktach personalnych Fr. Białousa należy zniszczyć.

Lata 1948–1980
Po zwolnieniu ze stanowiska dyrektora II Liceum Ogólnokształcącego Franciszek Białous pracował od listopada 1948 w nowym laboratorium chemiczno-bakteriologicznym Wojewódzkiej Przychodni Specjalistycznej na stanowisku kierownika, a w następnych latach:
- zorganizował na polecenie ministra zdrowia dwuletnią Szkołę Laborantów Medycznych,
- prowadził kursy dokształcające dla laborantów medycznych,
- wykładał biologię i chemię w Szkole Felczerskiej,
- opiekował się nowo powstałymi laboratoriami analitycznymi,
- zorganizował pierwszą w lecznictwie otwartym Szczecina Pracownię Serologiczną (współpracując z Ludwikiem Hirszfeldem),
- wykładał w Szkole Inżynierskiej w Szczecinie (biologia sanitarna)[10].

Od 1954 do emerytury w roku 1971 wykładał – jako docent – mikrobiologię w Wyższej Szkole Rolniczej w Szczecinie; został też kierownikiem Katedry Mikrobiologii. Równocześnie uczył higieny szkolnej w Studium Nauczycielskim.
Po odejściu na emeryturę prowadził wykłady z inżynierii sanitarnej na Politechnice Szczecińskiej.
Został pochowany na Cmentarzu Centralnym w Szczecinie (kwatera 4B-12-5).

## Życie prywatne
Był mężem Marii z d. Sanetra (zm. 1994), nauczycielki-polonistki, która pracowała w II Liceum Ogólnokształcącym do 1952, a następnie w Studium Nauczycielskim i Ośrodku Dydaktyczno-Naukowym Języka Polskiego (jako kierownik). Mieli czworo dzieci – trzy córki (Maria Janicka, Kaja Umińska i Ewa Drescher-Krasicka) oraz syna Antoniego.

## Prace naukowe
W okresie pracy na Uniwersytecie Lwowskim Franciszek Białous opracował „Atlas Flory Polskiej” oraz pracę doktorską Zagadnienie dziedziczenia płci u dwupiennej rośliny Trinia Heningii (Umbelliferae)”. 
W okresie powojennym przygotował wiele skryptów w maszynopisach i około 20 artykułów naukowych dotyczących zagadnień mikrobiologii oraz opublikował dwa podręczniki:
- Biologia sanitarna. PWN Poznań 1952 (dla studentów Wydziału Wodno-Kanalizacyjnego Szkoły Inżynierskiej)[10],
- Mikrobiologia zootechniczna” 1957.

## Ordery i odznaczenia[13]
- Krzyż Kawalerski Orderu Odrodzenia Polski
- Złoty Krzyż Zasługi
- Medal 10-lecia Polski Ludowej (13 stycznia 1955)[14]
- Złota Odznaka Honorowa Gryfa Pomorskiego

## Upamiętnienie
W 2006 w gmachu II Liceum Ogólnokształcącego im. Mieszka I w Szczecinie podczas obchodów 60-lecia szkoły odsłonięto tablicę poświęconą dr. Franciszkowi Białousowi - jej pierwszemu dyrektorowi (1946–1948).